# 1617
1617 (MDCXVII) var ett normalår som började en söndag i den gregorianska kalendern och ett normalår som började en onsdag i den julianska kalendern.

## Händelser

### Januari
- 20 januari – En riksdag öppnas i Örebro.
- 24 januari – Gustav II Adolf utfärdar Ordningen för ständernas sammanträden 1617 i Örebro, vilket brukar kallas Sveriges första riksdagsordning. Genom ett fast regelverk institutionaliseras riksdagen, som i fortsättningen blir kanalen för förhandlingar mellan kung och ständer.

### Februari
- 17 februari
  - Sverige och Ryssland sluter freden i Stolbova, vilken gör slut på ingermanländska kriget, som har varat sedan 1610. Sverige erhåller Ingermanland och Kexholms län längst in i Finska viken, vilket gör att Ryssland för nära 100 år framåt är utestängt från Östersjön, medan det svenska Estland och Livland är hopbundet landvägen med det övriga svenska riket. I gengäld erkänner Sverige Michail Romanov som rysk tsar och tvingas ge upp planerna på att placera en svensk kandidat på den ryska tronen.
  - Örebro stadga fastställs. Denna innebär att katolicismen förbjuds och att invånare som övergår till katolicismen skall bestraffas med döden och få sin egendom beslagtagen.

### April
- 19 april – Gustav II Adolf grundlägger staden Nystad i Finland, där sedan Freden i Nystad 1721 sluts.

### Oktober
- 12 oktober
  - Gustav II Adolf kröns i Uppsala. Adelsprivilegierna från 1611 bekräftas och blir normgivande för adelns särställning ända fram till frihetstiden. Kungen förmår också riksdagen att bryta stilleståndssituationen med Polen, genom att spela på rädslan för en återkatolisering av Sverige.
  - Det finska stapeltvånget (vilket förbjuder mindre städer att handla med utlandet) förstärks genom en seglationsordning.
  - Forordning om troldfolk og deres medvidere, en ny häxlag, införs i Danmark.

### December
- 16 december – Provinsen Buenos Aires grundas.[1]

### Okänt datum
- Strängnäsbiskopen Laurentius Paulinus börjar ge ut sitt teologiska verk Ethica christiana. Häri varnas för olovlig vidskepelse såsom spåkonst och stjärntydning samt trolldom och häxkonst.
- Särkilax kapell vid Torne älv spolas bort i en våldsam vårflod.

## Födda
- 30 maj – Magnus Durell, svensk vice hovrättspresident, minister i Danmark 1646–1657, landshövding i Kristianstads län och Blekinge.
- 13 september – Louise Charlotte av Brandenburg, politiskt aktiv hertiginna av Kurland.
- 19 november – Eustache Le Sueur, fransk målare.

## Avlidna
- 1 januari – Hendrick Goltzius, nederländsk konstnär.
- 21 mars – Pocahontas, amerikansk indian.
- 27 juni – Giovanni Botero, italiensk diplomat, präst och författare.
- 8 augusti – Tarquinia Molza, italiensk skald, känd som en av sin samtids lärdaste kvinnor.
- 24 augusti – Rosa av Lima, peruansk tertiar inom dominikanorden, jungfru, helgon.
- 25 september – Francisco Suárez, spansk filosof och teolog.
- 12 oktober – Bernardo Baldi, italiensk diktare och lärd.
- 29 oktober – Margareta Saraechhia, italiensk författare.
- 31 oktober – Alfonso Rodriguez, spansk lekman inom jesuitorden, helgon.

### Fotnoter
1. ↑  World Statesmen (läst 3 april 2011)